# Konsolidacja (gospodarka)
Konsolidacja –
- w bankowości konsolidacja długu to połączenie dwóch lub więcej uprzednio zaciągniętych pożyczek (kredytów) w jedną, przy jednoczesnym ujednoliceniu stopy procentowej oraz terminów i innych warunków spłaty[1].
- W biznesie konsolidacja oznacza połączenie podmiotów przez zjednoczenie, w wyniku którego łączące się podmioty tracą osobowość prawną, a zamiast nich powstaje nowe przedsiębiorstwo[2].

Słowo „konsolidacja” pochodzi od łacińskiego consolidatio – spojenie; utwierdzenie od consolidare – umacniać, oznaczającego zjednoczenie, połączenie, zespolenie. Innymi słowy są to działania prowadzone w celu uzyskania wewnętrznej spójności jakiejś grupy lub struktury i jej umocnienie, a także stan powstały w wyniku tych działań – integracji.
W polskiej literaturze przedmiotu, w odniesieniu do procesów fuzji i połączeń przedsiębiorstw, używane jest głównie określenie „procesy konsolidacyjne” oraz „konsolidacja”. W literaturze zagranicznej najczęściej stosowanym terminem dla określenia połączeń między przedsiębiorstwami jest mergers & acquisition (M&A) obok takeover, consolidation oraz buyout.
W praktyce często spotyka się określenie merger (fuzja) w powiązaniu z takeover (przejęcie). Z fuzją (ang. merger) mamy do czynienia wtedy, gdy dwa (lub więcej przedsiębiorstwa, początkowo autonomiczne, w wyniku umowy łączą się dla stworzenia nowego przedsiębiorstwa. W przypadku, kiedy każde z nich traci dotychczasową odrębność i osobowość prawną, zdarzenie to nazywane jest konsolidacją. Natomiast w przypadku, kiedy w wyniku połączenia na rynku pozostaje jedno z łączących się przedsiębiorstw, mamy do czynienia z inkorporacją.
Z kolei za przejęcie (ang. acquisitions) uznaje się zdobycie kontroli przez przedsiębiorstwo (najczęściej silniejsze ekonomicznie) nad innym przedsiębiorstwem przez nabycie jego akcji (udziałów) w liczbie wystarczającej do kontroli i zarządzania. Przejmowane przedsiębiorstwo nie traci osobowości prawnej, ale zmienia się jego właściciel.

## Podział konsolidacji
Kryteria podziału fuzji i przejęć ze względu na formy i rodzaje:
1. poziom zgodności uczestników (połączenia przyjazne – fuzje i wrogie – przy przejęciach przez konkurencję, wbrew woli przejmowanych);
2. stopień agresywności (fuzje obronne – dokonuje się ich w celu utrudnienia nabycia powiększonej poprzez fuzję firmy przez niechcianego agresora lub w celu utrzymania pozycji rynkowej wobec możliwości jej utraty; fuzje agresywne – mające na celu realizację zamierzonej strategii zewnętrznego rozwoju);
3. formuła formalno-prawna (scalenie poprzez założenie nowego podmiotu i scalenie poprzez wchłonięcie przez jeden podmiot drugiego przedsiębiorstwa);
4. formuła organizacyjno-prawna (alianse formalne i nieformalne);
5. charakter zamiaru rozwojowego (fuzje strategiczne i okazyjne);
6. obszar działania (fuzje krajowe i zagraniczne);
7. źródło finansowania (fuzje finansowane ze środków własnych oraz ze środków obcych);
8. charakter inwestora (fuzje zewnętrzne i wewnętrzne).